# Battered-childsyndroom
Battered-childsyndroom of letterlijk vertaald het syndroom van het geslagen kind is een ziektebeeld dat een gevolg is van kindermishandeling. Het gaat hier om fysieke mishandelingen van kinderen door het slaan van kinderen, al dan niet met behulp van voorwerpen. Er moet bedacht worden dat ook het zogenaamde 'af en toe een tik ter berisping van een kind' schade toebrengt. Sinds 2007 is elke vorm van geweld tegen kinderen strafbaar.
Men spreekt over een syndroom omdat het kind vaak een gamma aan symptomen vertoont die alle gerelateerd zijn aan het fysiek geweld waaraan het blootgesteld werd. Zo treft men acuut meestal blauwe plekken, breuken of huidletsel aan. Verder ziet men vaak het naast elkaar bestaan van oudere en nieuwe letsels, hetgeen een aanwijzing kan zijn dat het niet om een ongeluk gaat, maar om het herhaaldelijk moedwillig toebrengen van letsel. Ook bevinden letsels of blauwe plekken zich vaak op plaatsen waar een kind zich over het algemeen minder makkelijk kwetst, zoals op billen, rug en wangen.
Het kind is meestal psychisch ontdaan en tracht de letsels te verbergen of er uitvluchten over te verzinnen die de mishandelingen moeten verhullen.
Battered-childsyndroom kan in ernstige gevallen de oorzaak zijn van kindersterfte.